# Секрети нейропластичності. Як мозок адаптується до нових викликів
Секрети нейропластичності. Як мозок адаптується до нових викликів (англ. Livewired: The Inside Story of the Ever-Changing Brain) — книга американського нейробіолога і письменника Девіда Іґлмена, що була видана у 2020 році видавництвом Penguin Random House. У книзі дослідник розповідає про те, як працює та реагує на подразники наш мозок і дає відповіді на різні питання про його роботу. Українською книга видана у 2022 році видавництвом «Наш Формат».
Психолог і нейробіолог Деніел Левітін написав у журналі «The Wall Street Journal», що «відколи світ покинув Айзек Азімов, ще не було науковця як Іґлмен, який розкриває свої ідеї так різноманітно. Секрети нейропластичності чудово читається, так ніби її писали Олівер Сакс та Вільям Гібсон, що сидять на газоні Карла Сагана».